# Africanogyrus starmuehlneri
Africanogyrus starmuehlneri là một loài ốc nước ngọt hô hấp trên cạn, là động vật thân mềm chân bụng có phổi sống dưới nước trong họ Planorbidae. Đây là loài đặc hữu của Madagascar.
The generic name was changed to Africanogyrus năm 2007.